# Gyranusoidea indica
Gyranusoidea indica är en stekelart som beskrevs av Shafee, Alam och Agarwal 1975. Gyranusoidea indica ingår i släktet Gyranusoidea och familjen sköldlussteklar.
Artens utbredningsområde är:
- Bahamas.
- Belize.
- Egypten.
- Guyana.
- Puerto Rico.
- Grenada.

Inga underarter finns listade i Catalogue of Life.